# Werner Augustiner
Werner Augustiner (* 26. Mai 1922 in Graz; † 10. Jänner 1986 ebenda) war ein österreichischer Maler.

## Werdegang
Werner Augustiner wurde mit verkürzten Armen geboren, was ihn nicht daran hinderte, sich von 1936 bis 1940 an der Kunstgewerbeschule Graz zum Maler ausbilden zu lassen. Er besuchte von 1940 bis 1943 die Meisterklasse für Malerei bei Rudolf Szyszkowitz. Weitere Ausbildung erhielt Augustiner von 1943 bis 1950 an der Akademie der bildenden Künste Wien bei Karl Sterrer und Albert Paris Gütersloh. Für seine Akte wurde ihm von Herbert Boeckl im Jahr 1950 das Diplom und der Aktpreis verliehen. Ab 1951 unternahm Augustiner Reisen nach Italien. 1954 ging er nach Rom mit einem Stipendium des Ministeriums für Unterricht, dort hatte er eine internationale Ausstellungsbeteiligung. 1956 hielt er sich zu Kunstzwecken in der Türkei und Griechenland auf. In der Zeit von 1960 bis 1966 hielt er sich viel in Paris auf und konnte sich einen Namen machen. Ab 1966 lebte Augustiner wieder vorwiegend in seiner Heimatstadt Graz.
1960 erhielt er die Kunstmedaille der Stadt Graz. Werner Augustiner war Mitglied des Werkbundes und der Jungen Gruppe. Am 10. Jänner 1986 schied Werner Augustiner freiwillig aus dem Leben.
Von 1970 bis 1977 übernahm Werner Augustiner die Leitung des Steiermärkischen Kunstverein Werkbund.

## Kritik
Augustiner blieb der meist in starken Farben umgesetzten gegenständlichen Kunst treu. Das Werk des Künstlers, das Akte, Szenen aus der christlichen Ikonographie, Genreszenen, Landschaften und Stillleben umfasst, ist geprägt von einem zeitlosen Expressionismus in der Tradition der französischen Fauves. Seine Werke befinden sich unter anderem in der Albertina in Wien, im Unterrichtsministerium Wien, im Lentos und der Landesgalerie Linz und im katholischen Studentenhaus Graz. Weiters sind seine Werke in Schlössern und Privatsammlungen zu finden.

## Ausstellungen
- 1955: 10 Jahre Malerei und Plastik in Österreich, Wiener Künstlerhaus
- 1956: Querschnitt, Wiener Konzerthaus
- 1957: Joanneum Graz
- 1964: Austria and the orient, Teheran
- 1965: Religio 65, Grazer Künstlerhaus
- 2012: Gedenkausstellung und Buchpräsentation "90 Jahre Werner Augustiner" Hofgalerie-Raiffeisenhof Graz

## Auszeichnungen
- 1950: Aktpreis Boeckl
- 1954: Romstipendium des Bundesministeriums für Unterricht
- 1960: Medaille der Stadt Graz
- 1982: Ehrenmedaille der Stadt Graz

## Werke
- "Der Maler und sein Model"
- "Pariser Dirnen"
- "Im Boot"
- "Weiblicher Akt auf grünem Diwan", Öl auf Leinen, 95 × 78 cm
- Illustrationen in: Martin Schmiedbauer: Wandle die Nacht. Gedichte und Prosatexte. Verlag für Sammler, 2. Auflage, Graz 1995, ISBN 978-3-85365-133-9.